# Hessische Medaille für Zivilcourage
Die Hessische Medaille für Zivilcourage wurde am 6. September 2008 vom hessischen Ministerpräsidenten als Auszeichnung zur Anerkennung für besondere Zivilcourage gestiftet.

## Verleihungsbestimmungen
Die Medaille für Zivilcourage stellt eine staatliche Anerkennung dar, die an Personen verliehen werden kann, die sich „unter Inkaufnahme erheblicher persönlicher Nachteile oder Gefahren für die Werte der Hessischen Verfassung eingesetzt oder Hilfe geleistet haben“.
Ebenfalls wird eine öffentliche Belobigung ausgesprochen sowie eine Urkunde bei der Verleihung überreicht.
Die Anerkennung wird im Staatsanzeiger für das Land Hessen bekanntgegeben. In besonderen Fällen kann auch die Ehrung postum ausgesprochen werden.

## Aussehen und Material
Die Gestaltungsweise der Medaille für Zivilcourage orientiert sich an der Hessischen Rettungsmedaille. Die Medaille für Zivilcourage besitzt einen Durchmesser von 25 mm und besteht aus Silber. Die Vorderseite ist mit der Rettungsmedaille identisch: Sie zeigt das Landeswappen mit dem darunterliegenden Schriftzug HESSEN. Der Revers zeigt die Aufschrift FÜR ZIVILCOURAGE, umrandet von einem Eichenkranz. Die Medaille wird von einem roten Band getragen, welches von einem schmalen weißen Streifen nahe dem Rand an beiden Seiten unterbrochen wird.
Die Bandschnalle ist in den Farben des Medaillenbandes gehalten und trägt mittig eine verkleinerte Form des Landeswappens.